# Маргарян, Гарник Геворгович
Га́рник Гево́ргович Маргаря́н (арм. Գառնիկ Գևորգի Մարգարյան, 8 августа 1944, Ереван) — армянский военный и государственный деятель.

## Биография
- Окончив среднюю школу в Ереване, был призван в армию СССР, после чего продолжил учёбу в высшем училище пограничных войск. Затем поступил и в 1982 г. окончил Академию МВД СССР, получив высшее юридическое образование.
- Полковник службы национальной безопасности и внутренних дел.
- За заслуги перед Отечеством неоднократно получал государственные награды. Удостоен ордена "За личную храбрость". Активно участвовал в национально-освободительной борьбе.
- В январе 1993 г. был освобожден от должности начальника главного управления МВД Армении.
- 1995 — был арестован, однако дело было прекращено за отсутствием состава преступления.
- С 1995 — активно участвует в общественно-политической жизни Армении.
- Лидер партии «Родина и честь».
- 2003 — был кандидатом в президенты Армении.
- 2015 — был заключен по делу Мараша, но был освобожден из зала суда[1].

14 января 2016 года был задержан по подозрению в причастности к вооруженной преступной группе.